# Sep Verboom
Sep Verboom (Gent, 1990) is een Belgisch ontwerper.

## Biografie
Sep Verboom studeerde industriële productontwikkeling aan de Howest en duurzame ontwikkeling aan het Vives, beide te Kortrijk.
Hij haalt even de wereldpers met zijn antwoord, Well Distance Being, na de oproep van de VN naar creatieve oplossingen voor de pandemie.

## Erkentelijkheden
- 2012 - Ovam eco award, voor zijn afstudeerproject Fan
- 2017 - Henry van de Velde Award Jong Talent[2]
- 2018 - Recycling Designpreis (MARTa Herford Museum)
- 2020 - Designer van het jaar (Interieur)[3]